# Mario López Saldaña
Mario Encarnación López Saldaña es un ingeniero y político peruano. Es el actual alcalde provincial de Castrovirreyna. 
Nació en el distrito de Tantara, provincia de Castrovirreyna, departamento de Huancavelica, Perú, el 19 de enero de 1960, hijo de Clemente López Tovar y Flora Saldaña Gutiérrez. Cursó sus estudios primarios y secundarios en su localidad natal. Entre 1979 y 1984 cursó estudios superiores de ingeniería civil en la Universidad Ricardo Palma en la ciudad de Lima. Posteriormente, entre 2011 y 2013 cursó la maestría en gestión pública en la Universidad Peruana de Ciencias Aplicadas también en Lima.
Su primera participación política fue en las elecciones municipales de 1993 en las que fue elegido regidor de la provincia de Castrovirreyna. En las elecciones municipales del 2006 postuló como candidato a la alcaldía de esa provincia por la Alianza Electoral Unidad Nacional resultando elegido. Tentó la reelección en las elecciones del 2010 sin éxito. También fue candidato al Congreso de la República en las elecciones generales del 2006 y del 2011 por Unidad Nacional y por la Alianza por el Gran Cambio sin éxito en ninguna de esas oportunidades. Participó en las elecciones regionales de Huancavelica de 2014 como candidato a gobernador regional de Huancavelica por el Movimiento Independiente de Campesinos y Profesionales sin éxito. En las elecciones municipales del 2018 volvió a postular a la alcaldía de la provincia de Castrovirreyna resultando reelegido.